# Pécsi József (fotóművész)
Pécsi József, született Goldberger József (Budapest, 1889. április 1. – Budapest, 1956. október 7.) fotóművész, fényképészeti szakíró és szaktanár.
1889-ben született, Pécsi József egy személyben fotóművész, aranykoszorús fényképészmester, szakíró, szaktanár, műgyűjtő volt – mindegyikből a legjobb. Amihez hozzányúlt, arannyá változott kezei között.

## Tanulmányai
Abban a fotográfiai stílusban nevelkedett, képződött, ami a századforduló körül formálódott ki. Ez a piktorializmus: festőies, lágy rajzú képek, nemeseljárások, lágy kontúrok. Fiatal korában a Müncheni Fotográfiai Akadémián tanulta a fényképész szakma rejtelmeit. A külföld először 1911-ben figyelt fel rá, amikor a fényképészeti akadémián kitüntetéssel végezvén, megkapta a legrangosabb német szakfényképészeti kitüntetést, a Dührkoop-érmet. Ekkortól kezdve folyamatosan érkeztek címére a rangosabbnál rangosabb elismerések, díjak.

## Pályája
Az 1920-as évekre a festőies fotográfia elhalványul, kikopni látszik. Ő is tagja annak a csoportnak, akik egy teljesen új stílust gyakoroltak és akartak „meghonosítani”. Ez volt az Avantgárd. Pécsi ennek a csoportnak aktív tagja volt, megalapította és formálta ezt a stílusirányzatot. 20-30-as évekre nagymenő, híres portréfotós-, meghatározó személyisége lett a közéletnek.
1913-ban megalapította a Budapest Székesfővárosi Iparrajziskolájában az első állami és hivatalos fényképész szakot, és a szak középfokú oktatását. Ez ma a Képzőművészeti Gimnázium, amelyet Mária Terézia alapított és a Török Pál utcában található. Ez egy művészetorientált és erős múlttal rendelkező iskola. 1920-as években eltanácsolták Pécsit a tanítástól, majd az 1940-es években visszahívták. Az ő munkássága alatt kezdett el beindulni a reklámfényképezés, megjelenik a fotó a reklámban. Pécsi foglalkozott vele először, és rögtön magas szinten. Végletekig leegyszerűsítette a témát és csak a tárgy maradt. Ezek a képek mindig nagyon ütősre sikerültek és könnyen gyorsan olvashatóak voltak. A fényképen megjelenik a tárgy a maga valójában, nagyon fontos a vizualitás és a mondanivaló. A tömegtermelés miatt, nagyban segíti ill. motiválja a vásárlót, hogy melyiket válassza a sok termék közül. Több műfajban is helyt állt, pl.: reklám, portrék (hírességek), aktfotók, csendéletek, tájak (avantgárd stílusban, amelynek főbb jellemzői: borotvaélesség, anyagszerűség, fény-árnyék kompozíciók).
A Fény kiadásában 1916-ban megjelent A fényképező művészete című könyve, mely két további kiadást is megélt. 1930-ban megjelent Photo und Publizität című reklámkönyve.
Zsidó származása miatt a második világháború alatt bujkálnia kellett, 1945 után nem találta helyét az új rendszerben, teljesen elszegényedett. Az 1950-es években igazolványképeket készített a belügyminisztériumi dolgozóknak. 1956-ban hunyt el betegség miatt.

## Újításai

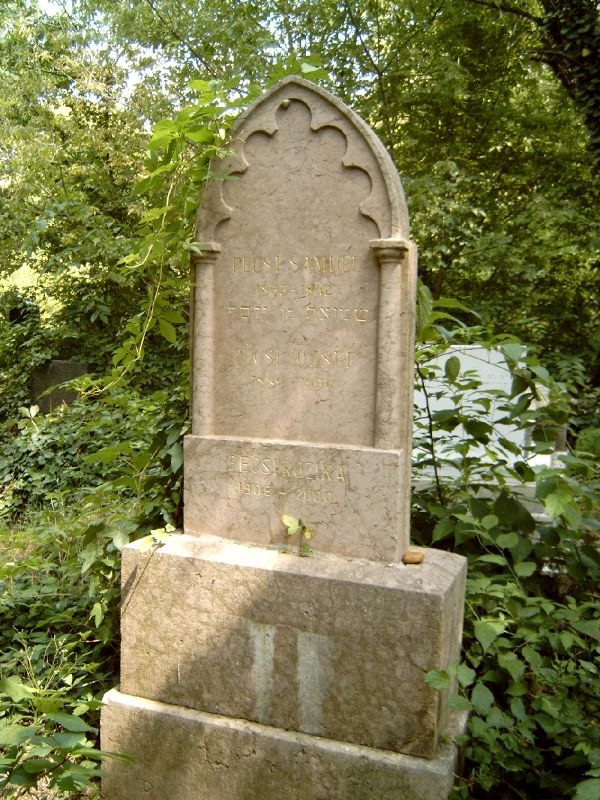
Pécsi József sírja Budapesten. Kozma utcai izraelita temető: 17B-8-38.

Sok nyelven jól beszélt, nagy műveltségre tett szert, a polgári világnézetet képviselte (jó család, jó életmód). Tudásszomja mérhetetlen volt, mindent magába szívott, minden érdekelte. Saját nemeseljárást fejlesztett ki, ez volt a PEJO. Ez a 19. különleges nyomtatásos nemeseljárás. Az új stílusú fotográfia szellemében remek képeket készített, mesterként művelte az összes nemeseljárást. Híresek a II. világháború előtt készített aktjai, és neves emberekről készített portréi: Bartók Béla, Kassák Lajos, Kosztolányi Dezső, Egry József, Pablo Casals, Anna Pavlova, Nyizsinszkij. A 60 éves Rákosi fotózására is őt hívták. A Deutsche Kunst és az angol Studio közölte munkáit.
Elismert értője volt a műtárgyaknak is. Sokfelé utazott, s valódi szakértelemmel gyűjtötte a 18. századi francia bútorokat, festményeket, textileket. Két korabeli hárfának is a tulajdonosa volt, az egyik az Iparművészeti Múzeum, a másik az MTA Zenetörténeti Múzeum tulajdona lett.

## Családja
Édesapja Goldberger Sámuel pécsi születésű könyvelő, édesanyja Schmutzer Teréz volt. 1929. november 2-án Budapesten, az V. kerületben házasságot kötött Balázs Márton és Goldstein Sarolta lányával, Rózsa Róza iparművésszel. Felesége Rozika mindig mellette volt, és hogy férje munkásságát továbbvigye, megalapította a Pécsi József fotóművészeti ösztöndíjat, amelyet fiatal tehetségek kapnak évente.